# Croton pachyrachis
Croton pachyrachis là một loài thực vật có hoa trong họ Đại kích. Loài này được Alain mô tả khoa học đầu tiên năm 1960.